# 澤萊內 (韋爾霍維納區)
48°3′3″N 24°45′22″E / 48.05083°N 24.75611°E

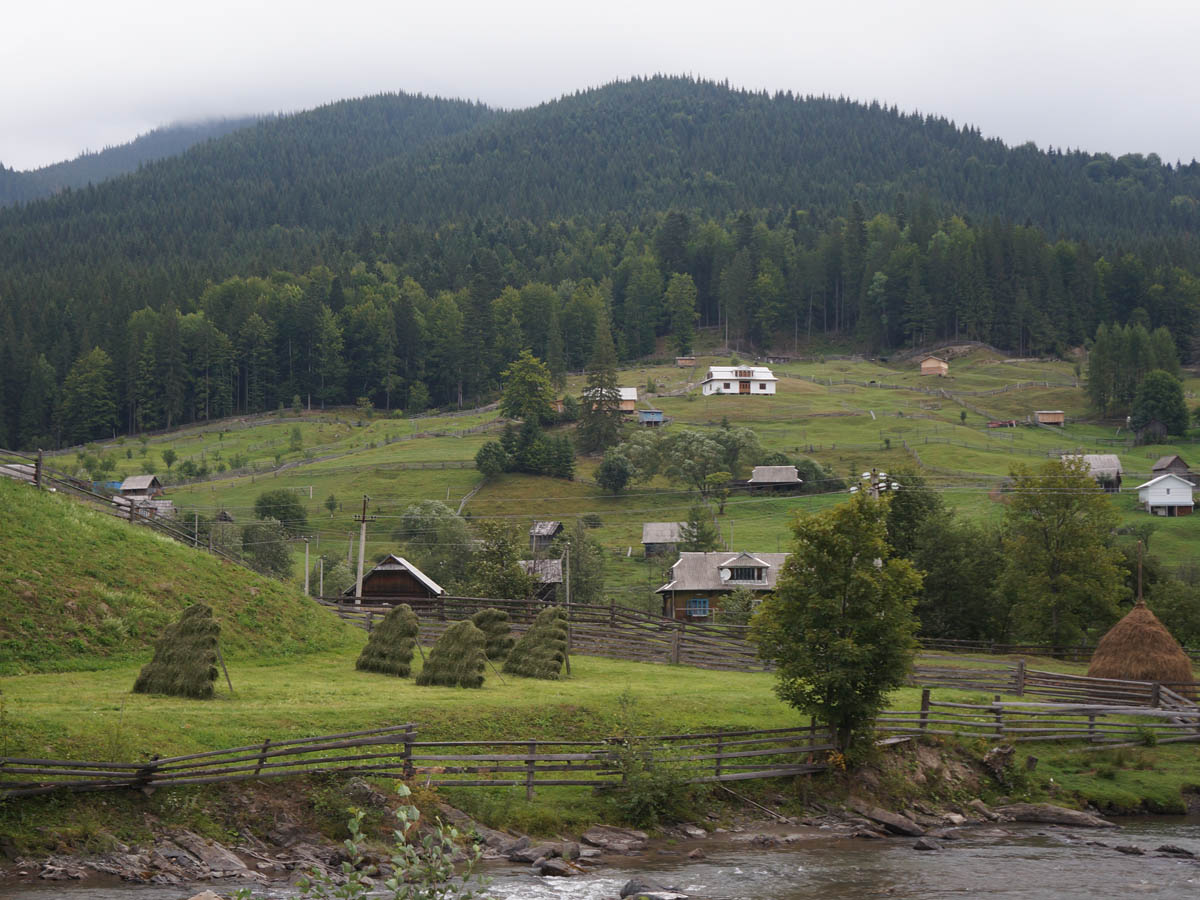

澤莱内（烏克蘭語：Зелене），是烏克蘭西部伊萬諾-弗蘭科夫斯克州韋爾霍維納區泽莱内市镇内的村落及其行政中心。始建於十五世紀，面積8平方公里，海拔高度797米，2001年人口815，人口密度每平方公里101.9人。